# Saša Matić (cầu thủ bóng đá)
Saša Matić (sinh ngày 25 tháng 9 năm 1993) là một cầu thủ bóng đá người Thụy Điển thi đấu cho AFC Eskilstuna.